# Erich Lassota von Steblau
Erich Lassota von Steblau, Eryk Lassota von Steblau (ur. ok. 1550 na Górnym Śląsku, zm. 1616 w Koszycach) – śląski szlachcic, oficer i dyplomata w służbie Habsburgów, podróżnik i pisarz. 

## Życiorys
Miejsce urodzenia Ericha nie jest pewne, podaje się jako prawdopodobne Błażejowice Dolne, z kolei Grünhagen wskazał, że jego ojciec miał majątek w Bleischwitz (Bliszczycach), a ukraińskie źródła podają Görlitz. Erich uczęszczał do gimnazjum w Görlitz, a od 1573 do 1576 studiował na uniwersytecie w Padwie, skąd wrócił do ojcowskiego majątku. 
Po paru latach wstąpił do armii hiszpańskiego króla Filipa II; służył w Lombardii w 1579, a następnie w udanych walkach o przyłączenie do Hiszpanii Portugalii – w ramach tej kampanii dwukrotnie brał udział w wyprawach na Azory. W 1584 zakończył służbę dla Hiszpanii. Rok później znalazł się na dworze cesarza Rudolfa II. Tu zaangażował się w sprawę elekcji arcyksięcia Maksymiliana na tron Rzeczypospolitej i parokrotnie wyjeżdżał w tej sprawie do Polski, po czym jako kapitan wziął udział w polskiej kampanii Maksymiliana i wraz z nim trafił do niewoli w styczniu 1588, po przegranej bitwie pod Byczyną. 
Po oswobodzeniu został dyplomatą w służbie cesarza Rudolfa i w 1590 posłował do Rosji. Jednakże już na początku tej misji, pod Narwą, dostał się do niewoli szwedzkiej, w której przebywał do 1593. W 1594 był posłem cesarza wysłanym do Kozaków zaporoskich, celem ich werbunku do służby cesarskiej. Negocjacje prowadzone na Siczy zakończyły się sukcesem.  W 1595 Rudolf mianował go kwatermistrzem wojsk Górnych Węgier i stanowisko to piastował do śmierci, choć w wyniku antyhabsburskiego powstania Stefana Bocskaya w 1604 stracił majątek. W 1611 w uznaniu zasług mianowany radcą cesarskim.

## Diariusz
Jest autorem diariusza, w którym opisuje swoje przeżycia z lat 1573–1594 i kraje, które w tym czasie odwiedzał. Różne części tej pracy mają duże znaczenie poznawcze dla historyków zajmujących się dziejami ówczesnego konfliktu hiszpańsko-portugalskiego oraz historią Polski i Ukrainy końca XVI w., w tym Kozaków zaporoskich. Rękopis odnaleziono w XIX w. i wielokrotnie wydawano, zarówno po niemiecku, jak i w tłumaczeniach na: język angielski, hiszpański, polski, portugalski, rosyjski i ukraiński, m.in.: 
- Dario de Erich Lassota de Steblove, polaco ao serviço de Philippe II, 1580–1584. Impr. da Universidade Coimbra, 1913 (j. portugalski)[10];
- Das Diarium des Erich Lassota von Steblau […] aus den alten Handschrift mitgetheilt von Reinhold Schottin. Budissin, 1854[10];
- Tagebuch des Erich Lassota von Steblau: nach einer Handschrift der von Gersdorff-Weicha'schen Bibliothek zu Bautzen herausgegeben und mit Einleitung und Bemerkungen begleitet von Reinhold Schottin. G. Emil Barthel, Halle, 1866[10];
- Putevye zametki Erika Lassoty, otpravlennogo rimskim imperatorom Rudol’fom II k zaporozhtsam v 1594. Tłumaczenie i komentarze F. Bruna. St Petersburg, Tip. P.P.Merkur’eva Publ., 1873, 96 stron (rosyjski)[10];
- Zbigniew Wójcik (red.): Eryka Lassoty i Wilhelma Beauplana opisy Ukrainy. Warszawa: PIW, 1972, s. 211[10];
- Habsburgs and Zaporozhian Cossacks: the diary of Erich Lassota von Steblau 1594. Red. i wstęp Lubomyr R. Wynar. Ukrainian Academic Press, 1975, Littleton[10];
- Щоденник. «Жовтень», 1984, № 10;
- Щоденник Еріха Лясоти із Стеблева. Запорозька старовина. Київ-Запоріжжя: НДІ козацтва Запорізьке відділення, 2003. Str. 222–277;
- Thomas Riis (red.), 2021: Kreuz und quer durch Europa. Von Krieg, Politik, Kultur und Religion. Das Tagebuch des habsburgischen Diplomaten und Landsknechtführers Erich Lassota von Steblau (1573–1594). Solivagus Verlag Kiel, 978-3-943025--60-6.